# النور للجميع
النور للجميع (بالبرتغالية: Luz para Todos‏) هو برنامج للحكومة الفيدرالية البرازيلية، تم إطلاقه في نوفمبر 2003، بهدف توفير الكهرباء لأكثر من 10 ملايين من سكان الريف بحلول عام 2008. وقد بدأته ديلما روسيف، ثم وزير المناجم والطاقة في البرازيل، والذي تديره شركة مرافق الطاقة الكبيرة الكتروبراز، وينفذه أصحاب امتيازات الكهرباء والتعاونيات.
ويشجع المشروع الطاقة المتجددة باعتبارها الحل الأكثر عملية في المناطق النائية. ولتشجيع استخدام هذا النوع من الطاقة، تدفع الحكومة الفيدرالية ما يصل إلى 85% من تكاليف مشاريع الطاقة المتجددة في تلك المناطق.
أثناء تنفيذ البرنامج، تم العثور على المزيد من الأسر التي لا يوجد بها كهرباء في المنزل، وتم تمديد البرنامج ليكتمل في عام 2010.